# デニス・レイダー
デニス・リン・レイダー（英語: Dennis Lynn Rader, 1945年3月9日 - ）は、BTKまたはBTK 絞殺魔として知られるアメリカのシリアルキラー。彼はBind（緊縛）、Torture（拷問）、Kill（殺す）の頭文字を取って自分自身で "BTK"と名乗り、1974年から1991年の間にカンザス州ウィチタ近郊で10人を殺害し、逮捕されるまで30年以上にわたって地元民を恐怖に陥れた。
レイダーは自らの犯罪の詳細を説明する挑発的な手紙を警察と新聞に送りつけた。10年間の潜伏の後、2004年に書簡の送付を再開し、2005年に逮捕、そして自供、有罪判決を受けた。現在彼はカンザス州の刑務所で10回の終身刑に服している。
なお2023年8月には新たに2件の未解決事件の容疑者として特定されている（後述）。

## 幼少期とキャリア
デニス・レイダーは1945年3月9日に、デンマーク人、ドイツ人、スイス人の祖先を持つ一家の4人息子の長男としてカンザス州ピッツバーグで生まれ、ウィチタで育つ
。1966年アメリカ空軍に入隊し、1970年の除隊後、パークシティに引っ越し、そこで母親が簿記係だったスーパーマーケットの食肉部門で働いた。1971年5月22日にはポーラと結婚し、二人の子供をもうけた。エルドラドの バトラー郡コミュニティカレッジに入学、1973年に電子工学の準学士号を取得した。その後、ウィチタ州立大学に入学し、1979年に司法の学士号を取得。
1974年から1988年までウィチタに本拠を置くADTセキュリティサービスで働き、そこで仕事の一環としてセキュリティ警報を設置する仕事についた。当時、多くの人がBTK連続殺人に怯えていたという。その後ウィチタ地域の国勢調査員としても働いた。1991年5月に、彼はパークシティで野良犬保護員とコンプライアンス担当官になる。近所の人たちの評判によれば、非常に厳格で時折熱心になりすぎることがあり、中には彼が理由もなく他人の犬を殺したと訴えるものもいた。
レイダーはキリスト教のルーテル教会のメンバーであり、教会では評議会の議長に選出されていたほか、カブスカウトのリーダーでもあった 。2005年7月26日、レイダーの逮捕後、彼の妻は「（通常の待機期間を放棄する）緊急離婚」が認められた。

## 犯行

### 殺人
1974年1月15日、カンザス州ウィチタでオテロ一家の4人を殺害。犠牲者は、38歳の父ジョセフ・オテロ、33歳の母ジュリー・オテロ、および9歳と11歳の2人の子供であった。彼らの遺体は、家族の長男で高校生のチャーリー・オテロによって発見された。2005年の逮捕の後、犯行を自白。犯行後の1974年10月、レイダーはウィチタ公立図書館の工学書の中にその年の1月にオテロ一家の殺害について詳細に説明した手紙を書いた。
1978年初頭には、ウィチタのテレビ局KAKEに別の手紙を送り、オテロ一家、キャサリン・ブライト、シャーリー・ヴィアン、ナンシー・フォックス殺害の犯人は自分であると主張した。彼は自分で様々な名前を提案し、最終的に残ったのがBTKとなった。彼はこの2番目の手紙でメディアによる世間の注目を求めた。これにより、ウィチタには連続殺人犯が野放しになっていると一般に知られることになる。
1979年には63歳のアナ・ウィリアムズをターゲットとして狙ったが、彼女がたまたま予想よりも遅く家に帰ったため断念したと逮捕後証言している。ウィリアムズに執着していたレイダーは、命拾いした彼女に対して「完全に激怒した」と述べている。彼は何時間もの間彼女の家の中で待っていたが、彼女は友人宅に行ったきりなかなか帰ってこなかったため、待ちきれずに去ったという。
1985年5月5日、レイダーは同年4月27日に53歳のマリン・ヘッジを殺害し、自身が評議会の議長を務めた教会に彼女の死体を運んだ。そこでは、彼は彼女の体を様々な緊縛状態で撮影した。レイダーは事前に教会に用意していた黒いプラスチックシートなどを使い、死体を遠くまで運び、溝に投げ捨てた。彼は自分の計画を「プロジェクト・クッキー」と呼んでいた。
1988年に、ウィチタで一家3人が殺害された後、BTKと主張する何者かから手紙が届いた。筆者は殺人者を「素晴らしい仕事」と評し、犯行は自分ではないと主張した。2005年になってこの手紙が実際にレイダーによって書かれたものだと判明した。警察によるとこの事件はレイダーによるものだとは考えていないという。このころのレイダーは、1980年代に2人の女性に対してストーカー行為をし、1990年代半ばにストーカー行為をした1人の女性が彼に対する接近禁止命令を裁判所に申し立てていた。
彼の最後の犠牲者であるドロレス・デイビスは1991年1月19日に殺害され、1991年2月1日に発見された。

### コールド・ケース
2004年までに、BTKの事件はコールド・ケース（未解決事件・迷宮入り事件）と見なされていた。 そんな中レイダーは突如再びローカルメディアへ11件にのぼる一連のコンタクトを取り始めた。その一つが結果として2005年2月の逮捕につながることになる。
2004年3月、地元紙The Wichita Eagleは、Bill Thomas Killman（BTK）を名乗る何者かから手紙を受け取った。手紙の主は、1986年9月16日のヴィッキー・ウェゲル殺害事件の犯人であると主張し、犯罪現場の写真と犯行時に盗まれていた被害者の運転免許証のコピーが同封されていた。これ以前は、BTKによって殺害されたことは明確に確認は取れていなかった。そのため、被害者の爪から採取したDNAから連続殺人犯を見つけるため、1,300人を超す男性のDNAが採取されDNA型鑑定が行われた。（集められたDNAサンプルは後に裁判所の命令により破棄された。）
2004年5月には、テレビ局KAKEは「BTK Story」の章立てが書かれた手紙と偽のID、ワードパズルを受け取った。2004年6月9日には、路上の一時停止の標識に貼り付けられた荷物が発見された。そこにはオテロ一家殺人の詳細なスケッチがあり、1999年にCourt TVの犯罪作家David Lohrが書いた文章をまねたThe BTK Storyという本の企画書の項目リストも含まれていた。第1章のタイトルは「シリアルキラーが生まれる」だった。
7月には、公共図書館の返却口にカンザス州のアーゴニア（Argonia）で19歳の少年を殺害したと主張する奇妙な荷物が投函された。しかし、この主張は偽りであり、そして死は自殺とされている。レイダーは逮捕後の尋問で、再び殺害を計画していたことを認め、2004年10月の日付を設定し、犠牲者をストーキングしていたという。2004年10月、ウィチタのポストから投函された包みには、恐怖し束縛された子供の画像のカード、捜査官を名指しにした脅かしている詩、およびレイダーの人生についてデタラメな自伝が含まれていた 。
2004年12月、ウィチタの警察はBTKからさらに別の小包を受け取る。今度のものはウィチタのマードック・パーク（Murdock Park）で発見され、犯罪現場から盗まれたナンシー・フォックスの運転免許証と、手と足を象徴的に縛られ、頭の上にビニール袋を結ばれた人形が入っていた。
2005年1月、レイダーはウィチタのホーム・デポに駐車されていたピックアップトラックの荷台にシリアルの箱を置いたが、車の所有者はそれを捨ててしまった。 レイダーが後のメッセージでそれがどうなったのかを尋ねたことで、ゴミ箱から回収された。その日の駐車場の監視カメラには、車の荷台に箱を残して、誰かが黒いジープ・チェロキーを運転して去っていく様子が残っていた。2月になると、さらにはがきがKAKEに送られた。それにより郊外で見つかったシリアルの箱には、明らかに11歳のオテロ一家の被害者を象徴する縛られた人形が入っていた。
彼が送った手紙で、レイダーはフロッピーディスクで送ると警察は追跡できるかどうか尋ね、警察は「フロッピーディスクを使用しても安全である」と新聞広告を使って答えた。 2005年2月16日、レイダーは1.44メガバイトのMemorexのフロッピーディスクをウィチタのFox TV系列のKSAS-TVに送り付けた。マニラ封筒の中には手紙、大きなメダリオンのついた金色のネックレス、そして連続殺人犯についての1989年出版の小説「Rules of Prey」の表紙のコピーも含まれていた。
警察による捜査で、フロッピーディスク内のMicrosoft Word文書に「Christ Lutheran Church」を含むメタデータを確認し、この文書は「Dennis」によって最後に変更されたものとしてマークされていた。警察がインターネットで検索したところ、「デニス・レイダー」は教会評議会の議長だったと明らかになった。BTKが黒いジープ・チェロキーを所有していることがホーム・デポの一件で判明しており、捜査官がレイダーの家の近くを車で通り、同車種があることも確認した。
警察はレイダーに対して強力な状況証拠を持っていたが、彼の拘束にはより直接的な証拠が必要だった。そこで警察は、レイダーの娘が学生の頃にカンザス州立大学の診療所で受けた診察時のデータからDNAを検査する令状を取得し、データを入手した。被害者の指の爪から採取されたサンプルとの比較を行った結果、家族関係の一致を示すデータを確認した。これは殺人者がレイダーの娘と密接に関連していることを示しており、警察が逮捕を行うために必要な証拠であった。

## 逮捕
2005年2月25日正午過ぎに、レイダーはパークシティの自宅近くで運転中に逮捕された。警察官が「レイダーさん、これからあなたがダウンタウンに行く理由はわかります？」と尋ねたところ、 レイダーは「ああ、なぜだか見当はつくよ」答えた。ウィチタ警察、カンザス州捜査局、FBI、およびATF捜査官はレイダーの自宅および車両を捜索し、コンピュータ機器、倉庫から取り出した一対の黒いパンスト、および円筒形の容器を含む証拠を押収した。彼が通っていた教会、市のオフィス、そしてパークシティ図書館の本部も捜索された。翌朝記者会見で、ウィチタの警察署長、ノーマン・ウィリアムズは、「一言で言うと、BTKは逮捕されました」と発表した。

## 法的手続き
2005年2月28日、レイダーは10件の第一級殺人罪で起訴された。3月5日、ニュースは複数の筋によってレイダーが10人の殺人に関連して証言したことを確認したと報じた。
3月1日、保釈金は1000万ドルに設定され、法廷弁護人が任命された。5月3日、認否を明らかにしなかったレイダーに代わり裁判官が無罪の主張を行った。しかし、裁判予定日である6月27日になって、レイダーは有罪に変更した。彼は殺人について詳細に説明したが、謝罪をすることは無かった。
8月18日の判決で、被害者の家族は声明を述べ、その後レイダーが30分に及ぶ独白ともとれる謝罪を行った。これに対し検察官はアカデミー賞の受賞スピーチに似たものと称した。彼の発言はサイコパスの間でよく見られる現象の一例として説明される。サイコパスは言語の感情的な内容を理解できないというものだ。レイダーは最低175年の10回連続の終身刑を宣告された。事件当時、カンザス州では死刑は廃止されていた。8月19日、彼はエルドラド矯正施設に収容された。
レイダーは、刑務所への40分のドライブの間、天気のような無害な話題について話した。しかし、裁判時の犠牲者の家族の声明がラジオで流れた時初めて泣き始めたという。現在、彼は独房に監禁されており、1日に1時間の運動と週に3回のシャワーが課せられている。これはおそらく無期限に続くとされている。2006年以降は、テレビやラジオへのアクセス、雑誌の閲覧、その他の善行に対する特権を許可された。

### さらなる捜査
レイダーの逮捕後、ウィチタ、パークシティ、およびいくつかの周辺都市の警察は、州警察とFBIの協力を得て未解決の事件を調べた。彼らは、1994年以降、カンザス州で死刑が復活した後の事件に特に焦点を当てた。ネブラスカ州、ミズーリ州、コロラド州、オクラホマ州、テキサス州などの周辺州の警察も、ある程度レイダーの犯行パターンに合った犯行事例を捜査した。
徹底的な捜査の結果、これらの機関のいずれもレイダーに起因するそれ以上の殺人を発見せず、彼が犯行を犯したのなら、自らの殺人の功績を認めたであろうという初期からの推測を確認した。ウィチタ警察は、レイダーが他の多数の犠牲者候補をストーカーして調査していたことをかなり確信しているが、既知の10人の殺人だけがレイダーが実際に関与した殺人であると考えている。レイダーがターゲットの家の近くに到着したときに近くに建設作業員や道路作業員がいて、襲撃計画を中止したため救われた人もいる。レイダーは警察の取り調べで「幸運な人はたくさんいる」と述べており、これは他の犠牲者のためにさまざまな殺人計画を練っていたことを意味してる。
しかし、その後の2023年8月、レイダーは新たに2つの未解決事件の第一容疑者に特定された。1件は1976年にオクラホマ州で16歳の少女が失踪した事件、もう1件は1990年にミズーリ州で22歳の女性が遺体で発見された事件である。

### ロバート・メンドーサによる評価
マサチューセッツ州の心理学者ロバート・メンドーサは、レイダーの心理評価を行い、心神喪失による責任能力の有無を判断するために、レイダーの国選弁護人によって選ばれた。 6月27日にレイダーが有罪を認めた後に面談が行われた。メンドーサはレイダーを自己愛性人格障害、強迫性人格障害、反社会性人格障害と診断した。
2005年10月25日、カンザス州司法長官は、メンドーサとその共同経営者タリ・ウォーターズを、レイダーの弁護に関与して得た情報から金銭的利益を得ようとしたとして契約違反の訴訟を起こした。2007年5月10日、メンドーサは不正行為を認めないという条件で、3万ドルを支払う事で和解した。

## 被害者
| 名                    | 性別 | 年齢 | 死亡日        | 殺害場所                                                       | 死因                                 | 凶器                 |
| --------------------- | ---- | ---- | ------------- | -------------------------------------------------------------- | ------------------------------------ | -------------------- |
| ジョセフ・オテロ      | 男   | 38   | 1974年1月15日 | 803 North Edgemoor Street、ウィチタ                            | 窒息死                               | ビニール袋           |
| ジュリー・オテロ      | 女   | 33   | 1974年1月15日 | 803 North Edgemoor Street、ウィチタ                            | 絞殺                                 | ロープ               |
| ジョセフ・オテロJr.   | 男   | 9    | 1974年1月15日 | 803 North Edgemoor Street、ウィチタ                            | 窒息死                               | ビニール袋           |
| ジョセフィン・オテロ  | 女   | 11   | 1974年1月15日 | 803 North Edgemoor Street、ウィチタ                            | 縊死（排水管から絞首された事による） | ロープ               |
| キャサリン・ブライト  | 女   | 21   | 1974年4月4日  | 3217 East 13th Street North、ウィチタ ウェズリー医療センター。 | 刺殺（3回刺した）                    | ナイフ               |
| シャーリー・ヴィアン  | 女   | 24   | 1977年3月17日 | 1311 South Hydraulic Street、ウィチタ                          | 絞殺                                 | ロープ               |
| ナンシー・フォックス  | 女   | 25   | 1977年12月8日 | 843 South Pershing Street、ウィチタ                            | 絞殺                                 | ベルト               |
| マリン・ヘッジ        | 女   | 53   | 1985年4月27日 | 6254ノースインディペンデンスストリート、 パークシティ          | 絞殺                                 | 手                   |
| ヴィッキー・ウェゲル  | 女   | 28   | 1986年9月16日 | 2404 West 13th Street North、ウィチタ                          | 絞殺                                 | ナイロンストッキング |
| ドロレス・E・デイビス | 女   | 62   | 1991年1月19日 | 6226 North Hillside Street、ウィチタ                           | 絞殺                                 | パンスト             |

## メディア
ノンフィクション作家で法医学心理学者のキャサリン・ラムズランドは、レイダーとの5年間のやり取りを元に、「Confession of a Serial Killer（シリアルキラーの告白）」を出版した。
作家スティーヴン・キングは、『素晴らしき結婚生活』およびその映画版はBTKキラーに触発されたと述べている。
小説家のトマス・ハリスは、彼の1981年の小説『レッド・ドラゴン』に登場するフランシス・ドレイハイドの性格は、当時犯人が特定されてなかったBTKキラーに部分的に基づいていると述べた。
2005年のテレビ用映画「The Hunt for the BTK Killer（BTKキラーのための狩り）は、 31年間事件を扱ったウィチタ探偵の観点から物語を扱った。
Netflixのドラマシリーズ『マインドハンター』には、レイダーと思しきキャラクターが登場する。（クレジットは「ADT SERVICEMAN」だが、作中で「デニス」という名で呼ばれる。またドイツ語のダビングクレジットでは「デニス・レイダー」と表示されている）。
マイケル・ファイファー脚本・監督、ケイン・ホッダー主演の2008年の映画「B.T.K.」はレイダーを題材としている。
ミュージシャンのスティーヴン・ウィルソンが2011年に発表したアルバムGrace for Drowningに収録されている"Raider II"はレイダーをモデルとしている。
チャーリー・プラマー主演の2018年の映画『クローブヒッチ・キラー』に登場する殺人鬼は、レイダーをモデルとしている。
2019年のドキュメンタリー「BTK: A Killer Among Us（BTK－我々の中に居る殺人者）」が公開された。
2019年、レイダーの実の娘が、「A Serial Killer's Daughter: My Story of Faith, Love, and Overcoming（シリアルキラーの娘）」という本を出版した。